# Terminalia prunioides
Terminalia prunioides är en tvåhjärtbladig växtart som beskrevs av M. Laws.. Terminalia prunioides ingår i släktet Terminalia och familjen Combretaceae. Inga underarter finns listade i Catalogue of Life.

## Bildgalleri

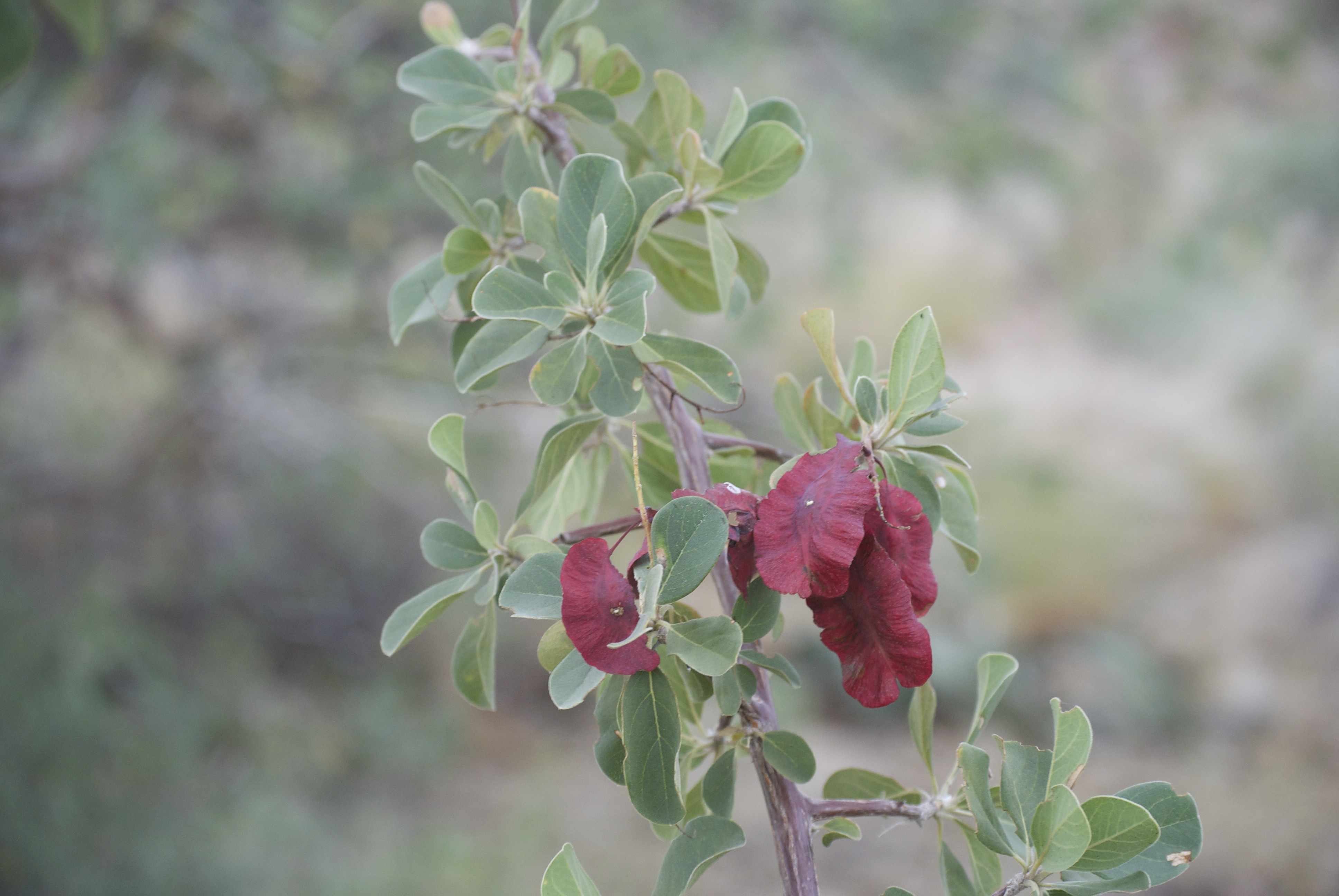
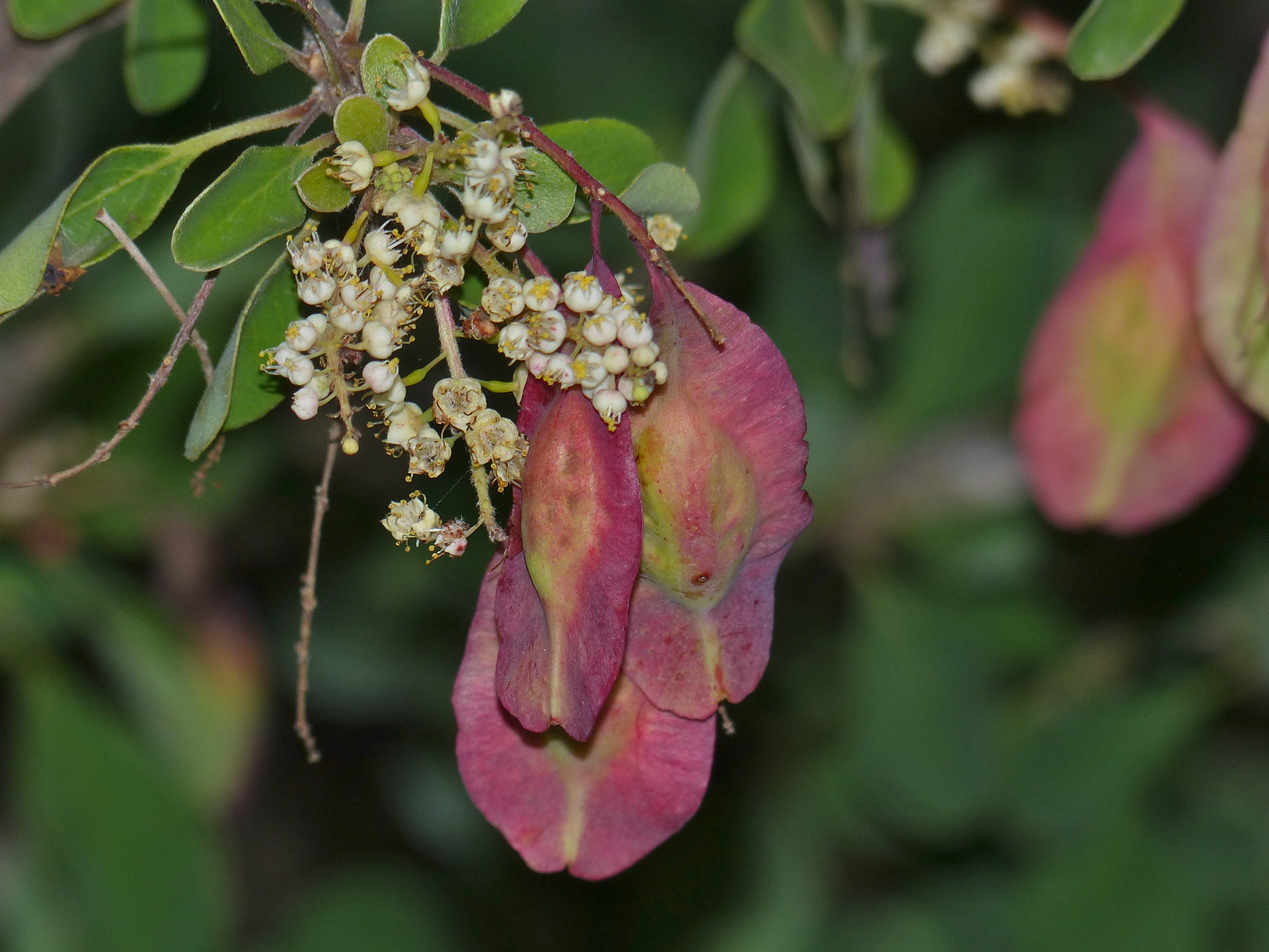
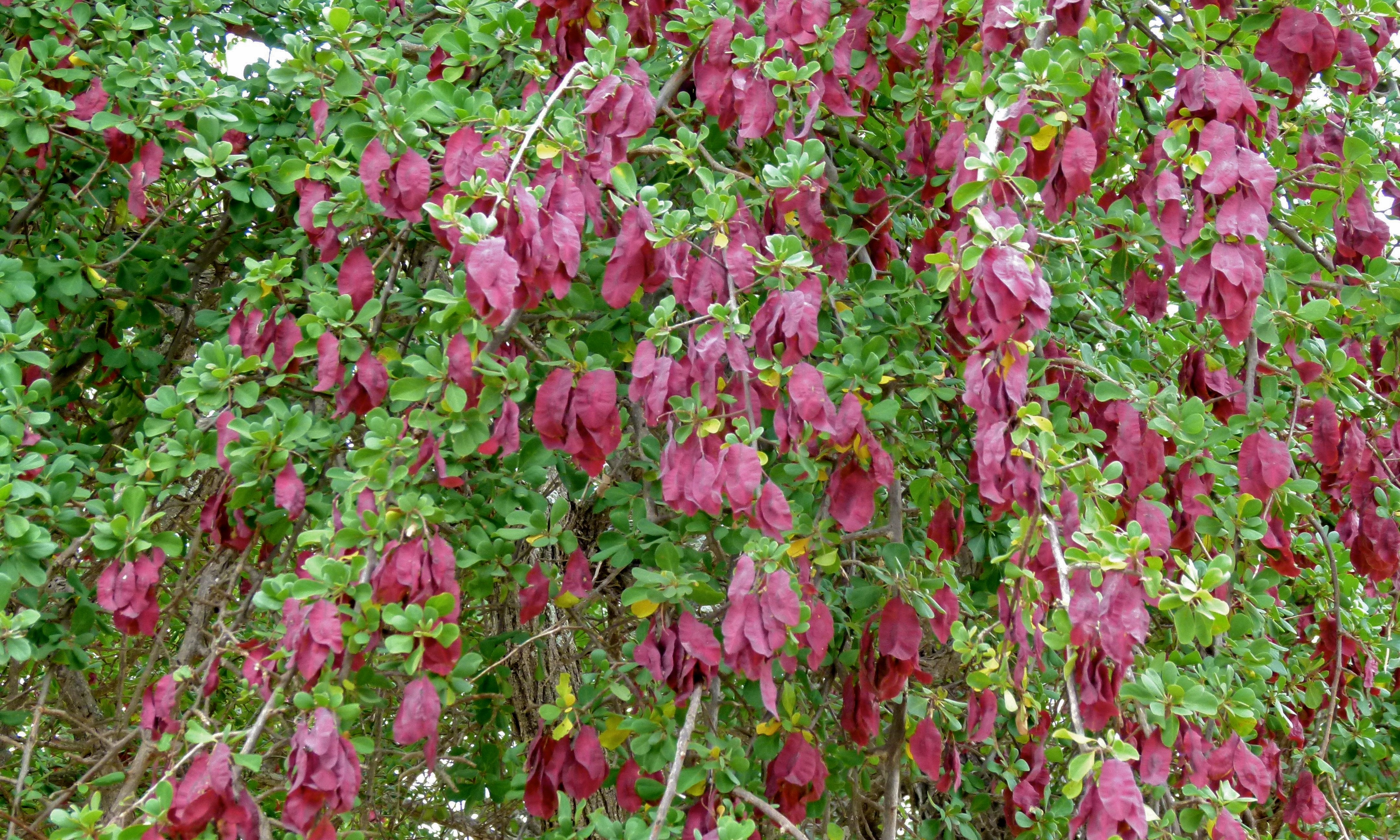